# The Reincarnation of Karma
The Reincarnation of Karma (o The Reincarnation of Komar) è un cortometraggio muto del 1912 diretto da Van Dyke Brooke.

## Produzione
Il film fu prodotto dalla Vitagraph Company of America.

## Distribuzione
Distribuito dalla General Film Company, il film - un cortometraggio in due bobine - uscì nelle sale cinematografiche statunitensi il 27 dicembre 1912.
La pellicola è stata riversata e distribuita dalla Grapevine Video.